# Dinoderus minutus
Dinoderus minutus là một loài bọ cánh cứng trong họ Bostrichidae.

## Hình ảnh

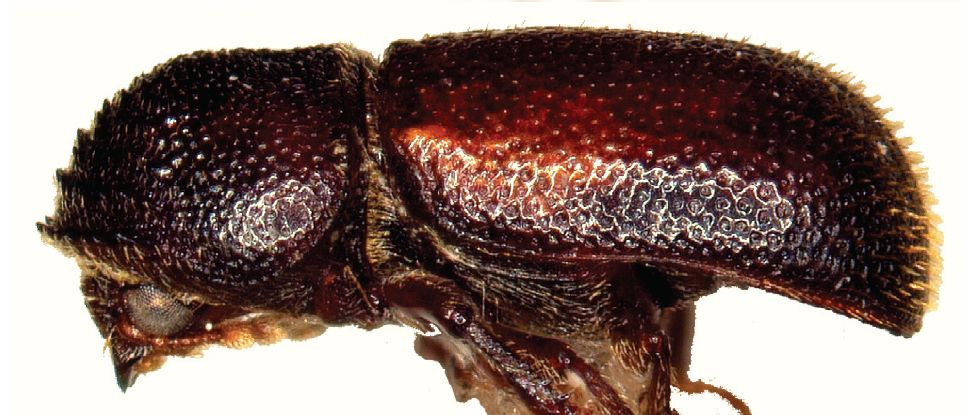
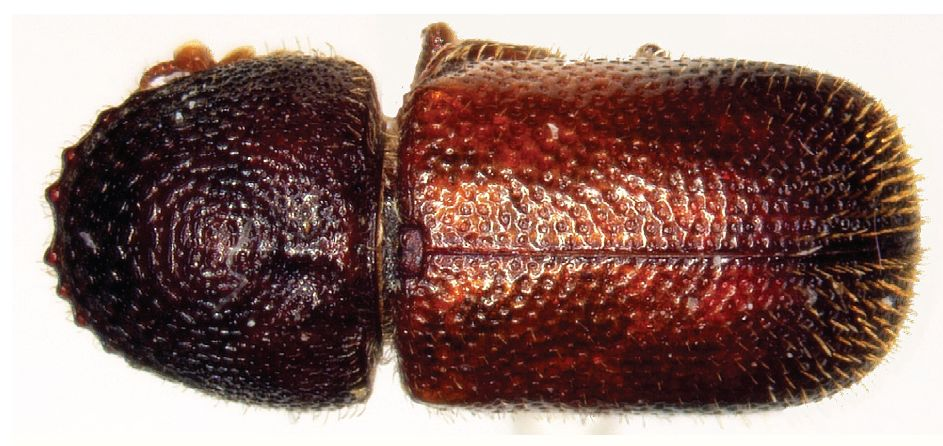